# À travers ma fenêtre 2 : L'Amour pour horizon
Série
À travers ma fenêtre
(2022) À travers ma fenêtre 3 : Les yeux dans les yeux
(2024)
Pour plus de détails, voir Fiche technique et Distribution.
À travers ma fenêtre 2 : L'Amour pour horizon (A través del mar) est un film espagnol réalisé par Marçal Forés, sorti en 2023. Il s'agit de la suite du film À travers ma fenêtre sorti en 2022, inspiré des personnages de la trilogie écrite par Ariana Godoy. Comme pour le premier opus, Clara Galle et Julio Peña Fernández sont au casting.
Il est mis en ligne sur Netflix le 23 juin 2023.

## Synopsis
Ares (Julio Peña Fernández) est parti étudier à Stockholm. Il entretient avec Raquel (Clara Galle) une relation à distance, qui s'avère plus difficile qu'ils n'auraient pu imaginer. Lorsqu'arrive l'été et qu'ils se retrouvent, la période de séparation et les nouvelles personnes qu'ils ont connu durant cette période font questionner leurs certitudes.

## Fiche technique
- Titre original : A través del mar
- Titre français : À travers de ma fenêtre : L'amour pour horizon
- Titre anglais : Through My Window: Across the Sea
- Réalisation : Marçal Forés
- Scénario : Ariana Godoy
- Production : Miguel Ángel Faura, Adrián Guerra, Núria Valls
- Société de production : Nostromo Pictures
- Société de distribution : Netflix
- Pays de production : Espagne
- Langue originale : espagnol
- Genre : Drame romantique
- Durée : 109 minutes
- Date de sortie : 23 juin 2023 (Netflix)

## Distribution
- Clara Galle (VF : Zina Khakhoulia) : Raquel Mendoza
- Julio Peña Fernández (VF : Martin Faliu) : Ares Hidalgo
- Guillermo Lasheras (VF : Jim Redler) : Yoshua « Yoshi » García
- Natalia Azahara (VF : Ludivine Maffren) : Daniela Fernández
- Hugo Arbués (VF : Benjamin Bollen) : Apolo Hidalgo
- Eric Masip (VF : Valéry Schatz) : Artemis Hidalgo
- Andrea Chaparro (VF : Valérie Bescht) : Vera
- Emilia Lazo (VF : Alice Taurand) : Claudia
- Iván Lapadula (VF : Clément Moreau) : Gregory
- Carla Tous (VF : Laure Filiu) : Anna
- Rachel Lascar (VF : Ivana Coppola) : Sofia Hidalgo
- Abel Folk (VF : Frédéric Souterelle) : Juan Hidalgo
- Lucy Chaparro : Camila
- Pilar Castro (VF : Valérie Decobert) : Tere

 Source et légende : version française (VF) sur RS Doublage

## Production

### Développement
Après le succès du film À travers ma fenêtre, Netflix confirme le 15 février 2022 qu'il y aura un deuxième et un troisième film.
En avril 2022, il est confirmé que le titre du deuxième film est A través del mar. Clara Galle et Julio Peña Fernández incarnent à nouveau les deux protagonistes principaux. Hugo Arbués, Eric Masip, Natalia Azahara, Guillermo Lasheras et Emilia Lazo reprennent leur rôle respectif. Andrea Chaparro, Iván Lapadula et Carla Tous qui n'étaient pas dans le premier film s'ajoutent au casting.

### Tournage
Le tournage d'À travers ma fenêtre : L'amour pour horizon commence le 4 avril 2022 en Catalogne.